# Antje Buschschulte
Antje Buschschulte (Berlino, 27 dicembre 1978) è un'ex nuotatrice tedesca.
Specializzata nel dorso e nello stile libero, ha vinto 5 medaglie di bronzo alle Olimpiadi, una individuale ad Atene 2004 nei 200 m dorso e le altre 4 nelle staffette, in tre diverse edizioni.

## Palmarès
- Olimpiadi

Atlanta 1996: bronzo nella staffetta 4x100 m sl.
Sydney 2000: bronzo nella staffetta 4x200 m sl.
Atene 2004: bronzo nei 200 m dorso e nelle staffette 4x100 m misti e 4x200 m sl.
- Mondiali

2001 - Fukuoka: oro nella staffetta 4x100 m sl, argento nei 50 m dorso e bronzo ne 100 m dorso.
2003 - Barcellona: oro nei 100 m dorso e argento nella staffetta 4x100 m sl.
2005 - Montréal: argento nei 100 m dorso e nella staffetta 4x100 m sl, bronzo nei 50 m dorso e nella staffetta 4x100 m misti.
- Mondiali in vasca corta

1997 - Göteborg: argento nella staffetta 4x100 m sl.
2000 - Atene: oro nei 50 m e 200 m dorso, argento nella staffetta 4x100 m sl e bronzo nei 100 m dorso.
- Europei

1997 - Siviglia: oro nei 100 m dorso e nelle staffette 4x100 m sl, 4x200 m sl e 4x100 m misti, argento nei 200 m dorso, bronzo nei 100 m sl.
1999 - Istanbul: oro nella staffetta 4x100 m sl.
2000 - Helsinki: bronzo nei 200 m dorso.
2002 - Berlino: oro nella staffetta 4x100 m misti e bronzo nei 100 m dorso.
2006 - Budapest: argento nei 100 m dorso e nella staffetta 4x100 m misti, bronzo nei 50 m dorso.
- Europei in vasca corta

1996 - Rostock: oro nei 100 m dorso e nella staffetta 4x50 m misti, argento nei 200 m sl, 50 m dorso e 200 m dorso.
1998 - Sheffield: oro nei 200 m dorso, argento nei 100 m dorso.
1999 - Lisbona: oro nei 200 m dorso, argento nei 100 m dorso e bronzo nei 50 m dorso.
2002 - Riesa: oro nei 50 m e 100 m dorso, argento nei 200 m dorso e nella staffetta 4x50 m misti, bronzo nella staffetta 4x50 m sl.
2003 - Dublino: oro nei 100 m e 200 m dorso, argento nei 50 m dorso e nella staffetta 4x50 m mista.
2004 - Vienna: oro nei 50 m dorso, argento nei 100 m dorso e nella staffetta 4x50 m misti.
2006 - Helsinki: oro nei 100 m farfalla e nella staffetta 4x50 m misti, argento nei 100 m dorso.
- Vincitrice della Coppa del Mondo di dorso nel 1998 e nel 1999